# Faun-Ardèche Classic 2025
La 25.ª edición de la clásica ciclista Faun-Ardèche Classic fue una carrera en Francia que se celebró el 1 de marzo de 2025 sobre un recorrido de 168,5 kilómetros con inicio y final en el municipio de Guilherand-Granges en el departamento de Ardèche y la región Auvernia-Ródano-Alpes.
La carrera formó parte del UCI ProSeries 2025, calendario ciclístico mundial de segunda división, dentro de la categoría UCI 1.Pro. El vencedor fue el francés Romain Grégoire del Groupama-FDJ, quien estuvo acompañado en el podio por el alemán Marco Brenner del Tudor y el italiano Lorenzo Fortunato del XDS Astana, segundo y tercer clasificado respectivamente.

## Equipos participantes
Tomaron parte en la carrera 23 equipos: 13 de categoría UCI WorldTeam invitados por la organización, 6 de categoría UCI ProTeam y 4 de categoría Continental. Formaron así un pelotón de 154 ciclistas de los que acabaron 120. Los equipos participantes fueron:
| WorldTeams (13)- UAE Team Emirates XRG - Team Visma \| Lease a Bike - Soudal Quick-Step - Lidl-Trek - Groupama-FDJ - Decathlon AG2R La Mondiale Team - EF Education-EasyPost - Movistar Team - Intermarché-Wanty - Team Picnic-PostNL - Cofidis - Arkéa-B&B Hotels - XDS Astana Team ProTeams (6)- Tudor Pro Cycling Team - Lotto - Israel-Premier Tech - Team TotalEnergies - Q36.5 Pro Cycling Team - Unibet Tietema Rockets Equipos continentales (4)- Saint Michel-Preference Home-Auber 93 - Van Rysel-Roubaix - CIC U Nantes - Nice Métropole Côte d'Azur |
| |

## Clasificación final
- La clasificación finalizó de la siguiente forma:[4]

| \| Clasificación general \| Clasificación general \| Clasificación general \| Clasificación general \| Clasificación general \| \| Ciclista \| Ciclista \| Equipo \| Tiempo \| \| \| --------------------- \| --------------------- \| ---------------------- \| --------------------- \| --------------------- \| \| 1.º \| Romain Grégoire \| Groupama-FDJ \| 4 h 13 min 22 s \| \| \| 2.º \| Marco Brenner \| Tudor Pro Cycling Team \| + 3 s \| \| \| 3.º \| Lorenzo Fortunato \| XDS Astana Team \| + 3 s \| \| \| 4.º \| Clément Champoussin \| XDS Astana Team \| + 7 s \| \| \| 5.º \| Christian Scaroni \| XDS Astana Team \| + 7 s \| \| \| 6.º \| Mattias Skjelmose \| Lidl-Trek \| + 10 s \| \| \| 7.º \| Javier Romo \| Movistar Team \| + 22 s \| \| \| 8.º \| Brandon McNulty \| UAE Team Emirates XRG \| + 22 s \| \| \| 9.º \| Enric Mas \| Movistar Team \| + 31 s \| \| \| 10.º \| Juan Ayuso \| UAE Team Emirates XRG \| + 41 s \| \| |                     |                        |                 |
| |                     |                        |                 |
| Fuente: ProCyclingStats |                     |                        |                 |
| Clasificación general |                     |                        |                 |
| Ciclista | Ciclista            | Equipo                 | Tiempo          |
| 1.º | Romain Grégoire     | Groupama-FDJ           | 4 h 13 min 22 s |
| 2.º | Marco Brenner       | Tudor Pro Cycling Team | + 3 s           |
| 3.º | Lorenzo Fortunato   | XDS Astana Team        | + 3 s           |
| 4.º | Clément Champoussin | XDS Astana Team        | + 7 s           |
| 5.º | Christian Scaroni   | XDS Astana Team        | + 7 s           |
| 6.º | Mattias Skjelmose   | Lidl-Trek              | + 10 s          |
| 7.º | Javier Romo         | Movistar Team          | + 22 s          |
| 8.º | Brandon McNulty     | UAE Team Emirates XRG  | + 22 s          |
| 9.º | Enric Mas           | Movistar Team          | + 31 s          |
| 10.º | Juan Ayuso          | UAE Team Emirates XRG  | + 41 s          |

## UCI World Ranking
La Faun-Ardèche Classic otorgó puntos para el UCI World Ranking para corredores de los equipos en las categorías UCI WorldTeam, UCI ProTeam y Continental. Las siguientes tablas son el baremo de puntuación y los diez corredores que obtuvieron más puntos:
| Posición              | 1.º | 2.º | 3.º | 4.º | 5.º | 6.º | 7.º | 8.º | 9.º | 10.º | 11.º | 12.º | 13.º | 14.º | 15.º | 16.º-30.º | 31.º-40.º |
| Clasificación general | 200 | 150 | 125 | 100 | 85  | 70  | 60  | 50  | 40  | 35   | 30   | 25   | 20   | 15   | 10   | 5         | 3         |

| Clasificación |                          |                  |         |
| Posición      | Ciclista                 | Equipo           | General |
| ------------- | ------------------------ | ---------------- | ------- |
| 1.º           | Romain Grégoire          | Groupama-FDJ     | 200     |
| 2.º           | Marco Brenner            | Tudor            | 150     |
| 3.º           | Lorenzo Fortunato        | XDS Astana       | 125     |
| 4.º           | Clément Champoussin      | XDS Astana       | 100     |
| 5.º           | Christian Scaroni        | XDS Astana       | 85      |
| 6.º           | Mattias Skjelmose Jensen | Lidl-Trek        | 70      |
| 7.º           | Javier Romo              | Movistar         | 60      |
| 8.º           | Brandon McNulty          | UAE Emirates XRG | 50      |
| 9.º           | Enric Mas                | Movistar         | 40      |
| 10.º          | Juan Ayuso               | UAE Emirates XRG | 35      |